# 3722 Urata
3722 Urata (1927 UE) là một tiểu hành tinh vành đai chính được phát hiện ngày 29 tháng 10 năm 1927 bởi K. Reinmuth ở Heidelberg. Tiểu hành tinh này được đặt theo tên của Takeshi Urata, một nhà thiên văn học người Nhật Bản.